# Pau Anglada
Pau Anglada   (Banyoles, 1987) és un il·lustrador i dibuixant de còmic. També ha publicat en fanzines i revistes d'humor gràfic.
L'any 2012 col·laborà amb el llibre Enfoteu-vos-en! : humor indignat : 45 dibuixants contra la crisi Barcelona de l'editorial Angle. I al mateix any s'ha autoeditat el còmic La Rutina de no morir : [una història en tiras cómicas sobre el horror de estar vivo] essent finalista del premi de Joves Creadors de Junceda. Va ser membre del col·lectiu que publicava el fanzine Adobo.